# 54 Рыб
54 Рыб (лат. 54 Piscium) — двойная звезда в созвездии Рыб. Находится на расстоянии около 36 световых лет от Солнца. Вокруг звезды 54 Рыб A обращаются коричневый карлик и, как минимум, одна планета.

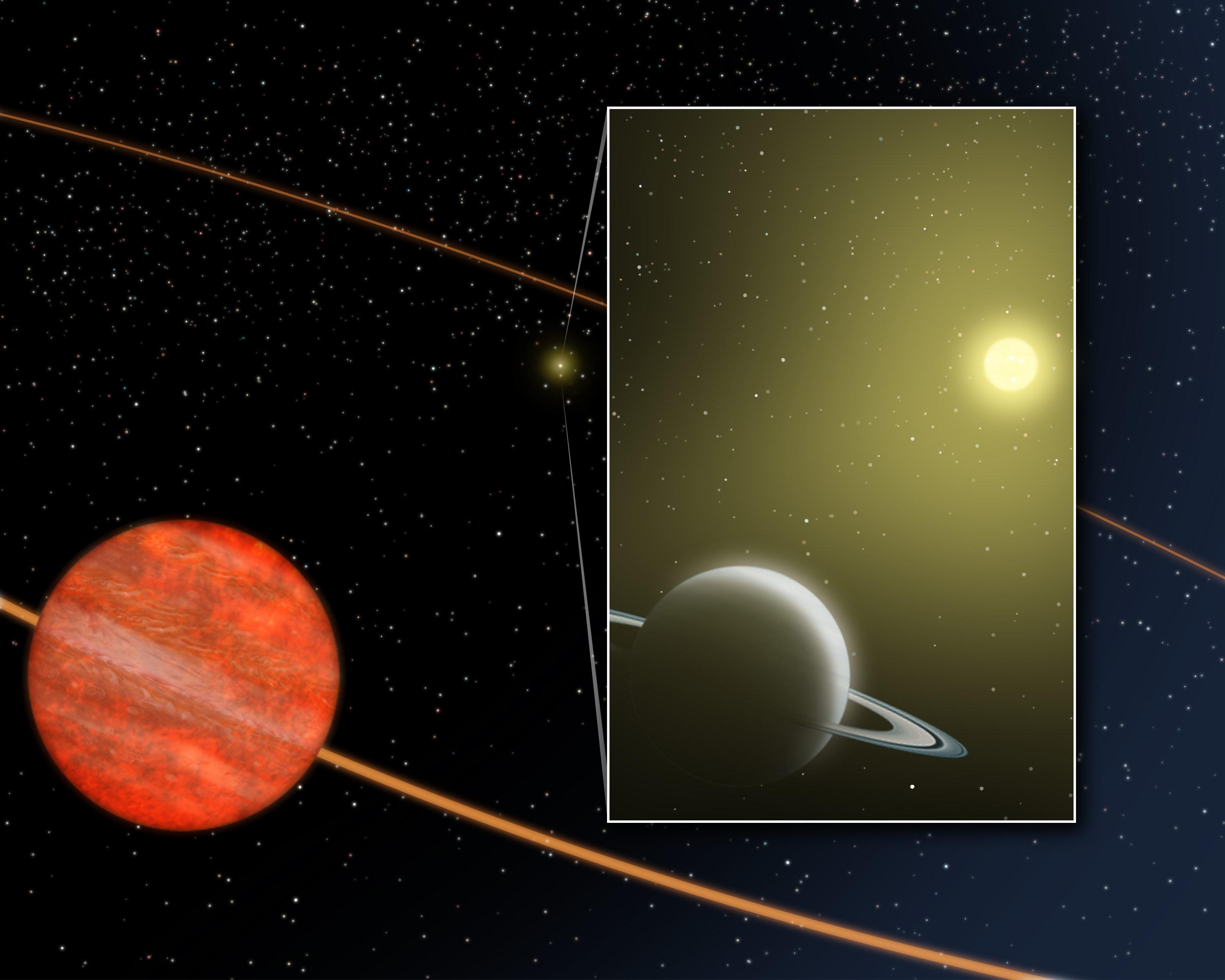
Система 54 Рыб в представлении художника.

## Характеристики

### 54 Рыб A
Главная звезда системы 54 Рыб относится к спектральному классу K0V (оранжевый карлик). Её масса и радиус составляют 86 % и 46 % солнечных соответственно. Светимость оценивается в пределах от 46 до 49 % солнечных. Основываясь на анализе данных хромосферной активности, астрономы определяют её возраст в пределах от 5,1 до 8,2 +4,3/-5,2 миллиардов лет. Металличность звезды приблизительно в 1,1 превышает солнечную; хромосфера не проявляет большой активности, но всё же она значится в каталогах как переменная звезда NSV 245.

### 54 Рыб B
В 2006 году команда астрономов анонсировала открытие субзвёздного компаньона в системе 54 Рыб. Объект превосходит массу Юпитера в 50 раз, он относится к классу «метановых коричневых карликов». Температура поверхности варьируется в пределах 500—600 °С. Его возраст оценивается в 1—10 миллиардов лет. 54 Рыб B является первым коричневым карликом, обнаруженным у звезды, с известной планетной системой.

## Планетная система
В 2002 году была открыта планета 54 Рыб A b, обращающаяся вокруг родительской звезды на расстоянии 0,28 а. е. Её масса оценивается в 20 % массы Юпитера и такого же диаметра (по этим характеристикам она напоминает Сатурн). Полный оборот вокруг звезды планета совершает приблизительно за 62 дня.
| Планета | Масса (MJ)   | Радиус (RJ) | Период обращения (дней) | Большая полуось орбиты(а. е.) | Эксцентриситет орбиты |
| ------- | ------------ | ----------- | ----------------------- | ----------------------------- | --------------------- |
| b       | >0,227±0,023 | ?           | 62,206±0,021            | 0,296±0,017                   | 0,618±0,051           |

## Ближайшее окружение звезды
Следующие звёздные системы находятся на расстоянии в пределах 20 световых лет от системы 54 Рыб:
| Звезда         | Спектральный класс | Расстояние, св. лет |
| HIP 3937       | ?                  | 4,1                 |
| LTT 10045      | M V                | 5,0                 |
| L 1154-29      | M3,5 V             | 6,7                 |
| G 69-47        | M V                | 7,6                 |
| Вольф 1056     | M4 V               | 7,8                 |
| 85 Пегаса ABC  | G5 Vb/K7 V/M V     | 8,1                 |
| LTT 10257      | M V                | 9,2                 |
| LP 525-39      | M V                | 9,3                 |
| LP 292-67      | M6 V               | 9,5                 |
| 107 Рыб        | K1 V               | 14                  |
| δ Треугольника | G0,5 Ve/M4 V       | 16                  |
| ι Рыб          | F7 V/?             | 17                  |
| HR 483         | G1,5 V/M V         | 18                  |
| υ Андромеды    | F7-8 V             | 18                  |